# Caleremaeus monilipes
Caleremaeus monilipes är en kvalsterart som först beskrevs av Michael 1882.  Caleremaeus monilipes ingår i släktet Caleremaeus och familjen Caleremaeidae. Inga underarter finns listade.